# Battaglia di Asp'indza
La battaglia di Asp'indza (ასპინძის ბრძოლა in georgiano) fu combattuta il 20 aprile 1770 tra il regno georgiano di Cartalia-Cachezia, guidato dal re Eraclio II, e l'impero ottomano. La battaglia finì con la vittoria dei georgiani contro i turchi.

## Antefatti
Già negli anni 1760, poco prima della formazione del regno di Cartalia-Cachezia (che sarebbe avvenuta nel 1762), il re Eraclio II e suo padre Teimuraz II avevano tentato di stabilire un'alleanza militare con l'impero russo contro i regni musulmani che occupavano completamente le frontiere a sud del reame (gli ottomani, infatti, controllavano i territori a sudovest, mentre i persiani quelli a sudest). In seguito, durante la guerra russo-turca del 1769, l'imperatrice russa Caterina II inviò una spedizione forte di 1200 uomini comandata dal generale Gottlieb Heinrich Totleben; in cambio, il re Eraclio II avrebbe fatto del suo meglio per ottenere dei buoni rapporti con la Russia. Felice dell'aiuto imminente, il re Eraclio II aprì subito un secondo fronte contro la Sublime porta. Nel marzo del 1770, le forze russo-georgiane marciarono nella valle del Borjomi e prese la fortezza di Sadgueri il 14 aprile. Tre giorni dopo, gli alleati assediarono la fortezza di Atskhouri, nel sud del paese, ma il re georgiano e il generale russo entrarono presto in conflitto, discutendo forse su quale strategia usare per continuare la campagna; Eraclio II voleva godersi il suo successo e continuare fino alla conquista di Akhaltsikhe, la capitale della Caucaso Ottomano, ma Totleben, rifiutando di aiutarlo, rimase ad Atskhouri.

## La battaglia
Frattanto, il governatore ottomano di Akhaltsikhe radunò le sue truppe per salvare la fortezza di Atskhouri. Le sue prime vittorie destarono preoccupazione nelle truppe russo-georgiane, tanto che il contingente russo approfittò della situazione per lasciare la Georgia il 19 aprile, letteralmente abbandonando i georgiani. Pertanto, il re Eraclio II non ebbe altra scelta che ritirarsi, inseguito dalle truppe turche che tentarono di tagliare le linee di difesa georgiane per rivolgerle sulla città di Asp'indza.
Il 20 aprile, il re Eraclio deragliò per la prima volta l'avanguardia degli Ottomani, composta da 1 500 uomini. Grazie a questo stratagemma, il re lasciò passare i circa 18 000 soldati delle principali forze turche che presto arrivarono sulle rive del Koura, che passa attraverso Asp'indza. Durante la notte del 20 aprile, le truppe ottomane cominciarono ad attraversare l'unico ponte che collega le due sponde del fiume, per avanzare di nascosto a Tbilisi. Tuttavia, un gruppo di georgiani, guidati da Aghabab Eristavi e Simon Moukhranbatoni, distrusse lo stesso ponte, ancor prima che i nemici potessero agire, e subito l'esercito ottomano fu preso di sorpresa dai georgiani. Il fianco sinistro era guidato da Giorgi Batonichvili, figlio dello stesso re, il centro da Eraclio II in persona e il fianco destro dal generale David Orbéliani. I turchi vennero sbaragliati e persero circa 4000 uomini, incluso il loro generale avaro Kokhta-Beladi, comandante e pascià. I sopravvissuti attraversarono forzatamente il Kura a nuoto.
La battaglia divenne soggetto dell'ode patriottica "On the Battle of Asp'indza" composta dal poeta georgiano Besiki.